# Adolf von Rhemen
Adolf von Rhemen (* im 14. Jahrhundert; † im 15. Jahrhundert) war Domherr in Münster.

## Leben
Adolf von Rhemen entstammte dem westfälischen Adelsgeschlecht Rhemen zu Barensfeld. Er war der Sohn des Everd von Rhemen und dessen Gemahlin Katharina von Rhede. Erstmals am 14. August 1410 als Domherr zu Münster erwähnt, schloss er sich am 27. Juli 1450 dem Protest gegen die Ernennung des Walram von Moers zum Bischof an, dessen Wahl zur Münsterischen Stiftsfehde führte.
Die Stadt Münster garantierte Adolf Schadloshaltung. Dennoch belegte ihn Walram von Moers am 16. August 1451 mit einem Verbot. Den Domherren Hermann Droste zu Vischering, Hugo von Schagen und Heinrich Korff gen. Schmising, die zur Protestbewegung gehörten, widerfuhr das gleiche Schicksal.